# La Joya, Querétaro Arteaga
La Joya är en ort i Mexiko.   Den ligger i kommunen Huimilpan och delstaten Querétaro Arteaga, i den centrala delen av landet, 150 km nordväst om huvudstaden Mexico City. La Joya ligger 2 440 meter över havet och antalet invånare är 261.
Terrängen runt La Joya är kuperad åt nordväst, men åt sydost är den platt. Runt La Joya är det ganska tätbefolkat, med 78 invånare per kvadratkilometer. Närmaste större samhälle är Huimilpan, 7,2 km nordväst om La Joya. I omgivningarna runt La Joya växer huvudsakligen savannskog.